# Hasina Jalal
Hasina Jalal és una activista pels drets de les dones a l'Afganistan. El 2014 va guanyar el premi N-Peace. Defensora dels drets de les dones, periodista i professora a l'Afganistan rural, va ser guardonada per impulsar l'agenda dels drets de les dones a l'Afganistan mitjançant la creació diverses ONGs.

## Biografia
Hasina Jalal es va llicenciar en economia i ciències polítiques a la Universitat Jamia Millia Islamia de l'Índia. Va continuar els seus estudis amb un màster en gestió empresarial per la Universitat americana de l'Afganistan i ha completat els seus estudis sobre dona i gènere a la Universitat d'Iowa del Nord amb una beca Fulbright. Jalal ha estat implicada en la creació i gestió de diverses organitzacions no-governamentals, incloent el Afghanistan Women Empowerment and Capacity Building Centre, el projecte South Asian Female Alliance on Women's Economic, Social, and Cultural Rights, i l'Associació Nacional de la Societat Civil Afgana, així com en la Coalició de Dones per la cooperació al sud-est asiàtic.
Hasina Jalal ha rebut diversos premis i condecoracions. Parla persa, pashto, anglès, turc, i Hindi/Urdu. També ha col·laborat amb el govern de l'Afganistan i com a conferenciant en temes d'economia a diverses universitats de Kabul.